# Tatort: Weißblaue Turnschuhe
Der Fall Weißblaue Turnschuhe ist der 30. Fernsehfilm der Krimireihe Tatort. Vom Bayerischen Rundfunk produziert, wurde die Episode am 24. Juni 1973 im Ersten Programm der ARD erstmals ausgestrahlt. Es handelt sich um den zweiten Fall von Kommissar Veigl, dargestellt von Gustl Bayrhammer.

## Handlung
Veigl führt einer Gruppe von Polizeischülern einen Lehrfilm vor, in dem ein ungelöster Kriminalfall, die Entführung des Millionärs Schneck, nachgestellt wird.
Einer älteren Frau wird auf dem Bogenhausener Friedhof von einem Obdachlosen die Handtasche geraubt. Veigl nimmt sich trotz seines eingereichten Urlaubs des Falles an, weil er sich über die Beraubung der wehrlosen, armen Rentnerin aufregt. Die alte Dame kann aussagen, dass der Täter weißblaue Turnschuhe trug.
Veigl hört sich in einer Obdachlosenunterkunft um und erfährt, dass ein Mann mit weißblauen Turnschuhen dort öfter gesehen wurde. Bei einer Obdachlosen-Speisung können Veigl und Lenz den Mann schließlich stellen. Der Obdachlose, Franz Sondermeier, hat in seiner Tasche Schmuck, der zwar nicht viel wert ist, was Sondermeier aber wohl nicht weiß.
Anschließend fährt Veigl in den Urlaub an den Chiemsee, gemeinsam mit seinem Kollegen Liersdahl aus Saarbrücken. Liersdahl liest Veigl einen Artikel über einen Einbruch vor, den Veigl sofort mit dem bei Sondermeier sichergestellten Schmuck in Verbindung bringt. Veigl fährt mit einem örtlichen Kollegen hinaus zum Hof der Einbruchsopfer, dort erfährt er, dass der Hof mittlerweile verkauft wurde, weil das Einbruchsopfer, eine alte Dame, mittlerweile ins Altersheim verzogen ist. Der Käufer ist ein gewisser Schilling aus München, der den Hof allerdings nie bewohnt, sondern lediglich abgesperrt hat.
Ferner findet Veigl an dem Ort, an dem Franz Sondermeier angeblich einen Ausflug gemacht hat, einen alten Personalausweis, dieser gehörte dem verstorbenen Ehemann des Einbruchsopfers. Sondermeier gesteht schließlich den Raub auf dem Friedhof und auch den Einbruch in den Hof der alten Stallwanger.
Lenz macht Schilling ausfindig, diesen sucht Veigl auf. Schilling wohnt in einer kleinen Pension, obwohl er den großen Hof am Chiemsee gekauft hat. Schilling gibt an, sich das Geld für den Kauf des Hofes angespart zu haben. Den Grund, warum er den Hof leer stehen lässt und in einer Pension lebt, gibt er nicht an. Schilling ist recht umfangreich vorbestraft, aktuell liegt nichts gegen ihn vor. Er wird allerdings nervös, telefoniert nach Buenos Aires mit einem Freund aus seiner kriminellen Vergangenheit und berichtet ihm, dass Veigl ihn nach dem Hof gefragt hätte. Er wisse nicht, was er jetzt tun solle.
Veigl versucht derweil, einen Durchsuchungsbefehl gegen Schilling zu erwirken. Noch beim Ermittlungsrichter wird er von Schilling angerufen, der sich mit ihm treffen und ihm Hinweise zum Entführungsfall des Millionärs Schneck geben will, in dem Veigl schon seit längerer Zeit erfolglos ermittelt.
Schilling wird von Leuten verfolgt, die ihn umbringen wollen, und erscheint deshalb nicht zum vereinbarten Treffen mit Veigl. In Schillings Pensionszimmer stellt Veigl fest, dass dort eingebrochen und das Zimmer durchwühlt worden ist. Veigl findet einen Brief an Schilling mit einer Annonce zum Verkauf eines Hofes. Veigl fährt mit dem Entführungsopfer Schneck, der die Entführungsfahrt mit verbundenen Augen erlebt hatte, die mutmaßliche Strecke von dessen Haus zum Hof zurück, den Schilling gekauft hatte.
Trotz Umbauten erkennt Schneck anhand des Knaufs des Treppengeländers das Hauptgebäude des Hofes als sein Versteck wieder, in dem er während seiner Entführung gefangen gehalten worden war.
Veigl kombiniert schnell, dass Schilling als Strohmann für die alten Komplizen seines kriminellen Vorlebens fungiert haben muss. Zimmermann, der ehemalige Bandenchef von Schilling, wird per Interpol-Anfrage als in Buenos Aires lebend ausfindig gemacht, kehrte allerdings am Vortag nach München zurück. Veigl vermutet, dass Zimmermann das Geld aus der Entführung abholen will, da die Polizei im Begriff ist, ihm auf die Schliche zu kommen.
Veigl und Lenz warten am Flughafen auf Zimmermann, allerdings vergeblich, da dieser in Zürich gelandet und mit dem Zug weiter nach München gereist ist. Brettschneider glaubte an diese Variante und wartete am Hauptbahnhof auf diesen, wo er ihn festnehmen konnte.
Veigl scheitert aber daran, seinen Verdacht vor dem Haftrichter hinreichend zu begründen, so dass Zimmermann freigelassen werden muss. Zimmermann fährt sofort nach seiner Freilassung zur Bank, um dort das Geld aus der Entführung abzuholen. Lenz und Veigl folgen ihm, als er mit einem Koffer die Bank verlassen will. In dem Koffer befinden sich statt Geld aber Schmuckstücke, die Zimmermann angeblich geerbt hat. Lenz will den Mantel kontrollieren und stellt fest, dass Zimmermann dort das Geld versteckt hat. Nach einer kurzen Verfolgungsszene in der Bank kann Zimmermann mit dem Geld aus der Schneck-Entführung verhaftet werden.
Anschließend steht der Fortsetzung von Veigls Urlaub am Chiemsee nichts mehr entgegen.

## Besonderheiten
Nach „Münchner Kindl“ ist auch „Weißblaue Turnschuhe“ eine der wenigen „Tatort“-Folgen, in der es keinen einzigen Toten gibt. Auch in dieser Folge gibt es eine Besonderheit beim Vorspann, die Musik des Vorspanns läuft während der ersten Szene weiter. In den typischen Abspann mit dem Fadenkreuz sind Urlaubszenen Veigls mit seinem Dackel Oswald am Chiemsee eingespielt, die dem Zuschauer zeigen, dass Veigl den unterbrochenen Urlaub nun fortsetzt. Wilfried Klaus, der spätere Kriminalhauptkommissar Schickl aus „SOKO 5113“, spielt eine kleine Rolle als Bankangestellter am Schalter. Der Drehbuchautor der Folge, der bekannte Schriftsteller Herbert Rosendorfer, war selbst Richter und ließ seine Berufserfahrung in das Drehbuch mit einfließen.